# ستار أكاديمي 4
ستار أكاديمي 4 هو الموسم الرابع من البرنامج التلفزيوني الغنائي ستار أكاديمي. بدأ هذا الموسم في 15 ديسمبر 2006 وانتهى في 30 مارس 2007 بفوز شذى حسون من العراق بنسبة تصويت 40.63%، وحلت في المرتبة الثانية مروى بن صغير من تونس بنسبة 28.65%، ومحمد قماح من مصر في المرتبة الثالثة بنسبة 25.06%، وكارلو نخلة من لبنان في المرتبة الرابعة بنسبة 5.66%
وصل عدد المتسابقين في هذا الموسم إلى 19 متسابقا؛ 9 شباب و10 فتيات.
| المركز | المتسابق          | البلد    |
| ------ | ----------------- | -------- |
| 1      | شذى حسون          | العراق   |
| 2      | مروى بن صغير      | تونس     |
| 3      | محمد قماح         | مصر      |
| 4      | كارلو نخلة        | لبنان    |
| 5      | سالي أحمد         | مصر      |
| 6      | علي السعد         | السعودية |
| 7      | تينا يموت         | لبنان    |
| 8      | أحمد داود         | الكويت   |
| 9      | أمل العنبري       | المغرب   |
| 10     | عماد جلولي        | تونس     |
| 11     | أيوب الزدجالي     | عُمان     |
| 12     | عبد العزيز الأسود | الكويت   |
| 13     | داني شمعون        | لبنان    |
| 14     | إيمان ملبي        | المغرب   |
| 15     | شروق أحمد         | البحرين  |
| 16     | نيللي معتوق       | لبنان    |
| 17     | ميسون صدقي        | مصر      |
| 18     | انتصار الأزهر     | تونس     |
| 19     | خالد الفردان      | البحرين  |